# Karl Friedrich Küstner
Karl Friedrich Küstner, nemški astronom, * 22. avgust 1856, Görlitz, † 15. oktober 1936.